# اخدوع اعلاء (یمن)
اخدوع اعلاء به عربی ( أخدوع أعلاء )، روستایی است در دهستان المُقَبَنَة از توابع استان حضرموت در کشور یمن در شبه جزیره عربستان.

## جمعیت
جمعیت آن (۵۵) نفر (۴ خانوار) می‌باشد.